# Coupe du monde masculine de basket-ball 2019
Cet article traite de l’épreuve masculine. Pour la compétition féminine, voir Coupe du monde féminine de basket-ball 2018.
Navigation
Édition précédente Édition suivante
La 18e édition du championnat du monde masculin de basket-ball, renommé Coupe du monde FIBA, se déroule en Chine du 31 août au 15 septembre 2019 et est remportée par l'Espagne qui s'impose en finale contre l'Argentine.  Il s'agit du deuxième titre mondial pour la sélection espagnole après celui de 2006 au Japon. La France obtient la médaille de bronze comme en 2014, en battant l'Australie lors de la petite finale.
La compétition est marquée notamment par l'élimination des États-Unis, tenants du titre, par la France en quart de finale, subissant leur première défaite en compétition internationale depuis treize ans (tandis que la France n'avait jamais battu les États-Unis). L'Argentine marque aussi un grand coup dans cette compétition en se hissant en finale après avoir éliminé la Serbie en quart de finale et la France en demi-finale.

## Préparation de l'évènement

### Désignation du pays hôte
La Chine obtient l'organisation de l'évènement le 8 août 2015.

### Lieux retenus
Huit sites sont annoncés pour accueillir la compétition, dans les villes de Pékin, Nankin, Shanghai, Wuhan, Guangzhou, Shenzhen, Foshan et Dongguan.
| Carte principale de la Chine                                         | Carte principale de la Chine |
| -------------------------------------------------------------------- | ---------------------------- |
| \| Pékin Nankin Shanghai Wuhan Guangzhou Shenzhen Foshan Dongguan \| |                              |
| Pékin Nankin Shanghai Wuhan Guangzhou Shenzhen Foshan Dongguan       |                              |

### Nouveautés

#### Décalage vers les années impaires
Cinq ans, et non quatre, se sont écoulés depuis la dernière Coupe du monde. La FIBA justifie un passage à une organisation tous les quatre ans en années impaires afin de ne pas entrer en concurrence avec la Coupe du monde de football. L'épreuve est désormais qualificative pour les Jeux olympiques se déroulant l'année suivante.

#### Nombre d'équipes participantes
C'est la première fois que le championnat du monde de basket-ball compte 32 équipes.

#### Qualifications
À partir de cette édition, une phase de qualification (éliminatoires) met aux prises toutes les nations membres de la FIBA afin de désigner les 32 d'entre elles qui disputeront la phase finale.
Ces éliminatoires s'étalent sur une période de 16 mois entre novembre 2017 et février 2019.
Les modalités précises de qualification et les calendriers par cycles de 4 ans sont présentés le 16 septembre 2015, durant l'EuroBasket 2015 à Lille,.

#### Les places qualificatives pour les Jeux olympiques
À la suite de la refonte du calendrier de ses compétitions, la FIBA change le système de qualification au tournoi olympique de basket-ball : à partir de 2017, les championnats continentaux n'attribuent plus de places pour les Jeux et seule la Coupe du Monde et les tournois de qualification olympique désignent les nations participantes.
Ainsi, La qualification aux Jeux olympiques de 2020 est majoritairement liée cette Coupe du Monde 2019 : selon leurs continents, les nations les mieux classées de cette compétition (une pour l'Afrique, une pour l'Asie, une pour l'Océanie, deux pour les Amériques et deux pour l'Europe) sont directement qualifiées pour les Jeux, soit 7 équipes. L'équipe du Japon est elle directement qualifiée en tant que Pays organisateur.
Les 16 meilleures équipes restantes de la compétition participent aux tournois de qualifications olympiques qui permettent d'attribuer les 4 derniers billets pour les Jeux.

## Équipes qualifiées
32 équipes se sont qualifiées à l'issue des phases éliminatoires.
| Europe (FIBA Europe) 12 places                                                                             | Amériques (FIBA Amériques) 7 places                                            | Afrique (FIBA Afrique) 5 places                               |
| --- | ------------------------------------------------------------------------------ | ------------------------------------------------------------- |
| Allemagne Espagne France Grèce Italie Lituanie Monténégro Pologne République tchèque Russie Serbie Turquie | Argentine Brésil Canada États-Unis Porto Rico République dominicaine Venezuela | Angola Côte d'Ivoire Nigeria Sénégal Tunisie                  |
| Allemagne Espagne France Grèce Italie Lituanie Monténégro Pologne République tchèque Russie Serbie Turquie | Océanie (FIBA Océanie) 0 à 2 places                                            | Asie (FIBA Asie) 6 à 8 places dont une au pays hôte           |
| Allemagne Espagne France Grèce Italie Lituanie Monténégro Pologne République tchèque Russie Serbie Turquie | Australie Nouvelle-Zélande                                                     | Chine, pays hôte Corée du Sud Iran Japon Jordanie Philippines |

## Acteurs

### Effectifs
Chaque nation dispose d'une équipe de douze joueurs dans laquelle elle peut incorporer au maximum un joueur naturalisé. La liste finale des douze joueurs doit être fournie par le sélectionneur de l'équipe au plus tard la veille au soir du premier match. Les joueurs de cette liste finale sont choisis parmi ceux figurant sur la liste des vingt-quatre joueurs déposée à la FIBA au plus tard deux mois avant le début du championnat.

## Déroulement de la compétition

### Système de compétition[6]
Le premier tour (ou tour préliminaire) s'organise en groupe de 4 équipes où les équipes de chaque groupe s'affrontent entre elles. 
Les 2 premières équipes de chaque groupe se qualifient pour le second tour tandis que les 2 dernières jouent un tour de classification (pour les places 17 à 32).
Le second tour s'organise également en groupe de 4 équipes : les deux meilleures équipes d'un groupe du premier tour se rassemblent avec les deux meilleures d'un autre groupe. Les équipes ne s'étant pas déjà affrontées lors du premier tour s'affrontent et les résultats des matches du premier tour sont conservés pour définir le classement.
Les 2 premières équipes de chaque groupe du second tour se qualifient pour la phase finale à élimination directe (Quart de finale, Demi-finale, Finale).
Les perdants des quarts de finale jouent également un tour de classification pour définir les places 5 à 8.
Règles de classement des groupes
Pour chaque phase de groupe, les équipes sont classées en fonction de leur bilan de victoire(s)/défaite(s) défini par une attribution de points (2 points par victoire, 1 point par défaite, 0 point par défaite par forfait).
Si 2 équipes ou plus ont le même bilan de vic./déf. dans le groupe, les matches entre ces équipes décident du classement. Si 2 équipes ou plus ont le même bilan entre elles, plusieurs criteres sont appliqués dans l'ordre suivant :
- Plus grande difference de points en match dans les matches entre équipes concernées
- Plus grand nombre de points marqués en match dans les matches entre équipes concernées
- Plus grande difference de points en match dans tous les matches du groupe
- Plus grand nombre de points marqués en match dans tous les matches du groupe

Si ces critères ne sont toujours pas suffisants, un tirage au sort doit décider du classement final.

### Tour préliminaire

#### Groupe A
| Rang | Équipe        | Pts | J | G | P | Pp  | Pc  | Diff |  | Résultats (dom.\ext.) |  |       |       |       |
| ---- | ------------- | --- | - | - | - | --- | --- | ---- |  | --------------------- |  | ----- | ----- | ----- |
| 1    | Pologne       | 6   | 3 | 3 | 0 | 239 | 208 | 31   |  | Pologne               |  | 80-69 | 79-76 | 80-63 |
| 2    | Venezuela     | 5   | 3 | 2 | 1 | 228 | 210 | 18   |  | Venezuela             |  |       | 72-59 | 87-71 |
| 3    | Chine         | 4   | 3 | 1 | 2 | 205 | 206 | -1   |  | Chine                 |  |       |       | 70-55 |
| 4    | Côte d'Ivoire | 3   | 3 | 0 | 3 | 189 | 237 | -48  |  | Côte d'Ivoire         |  |       |       |       |

#### Groupe B
| Rang | Équipe       | Pts | J | G | P | Pp  | Pc  | Diff |  | Résultats (dom.\ext.) |  |       |       |        |
| ---- | ------------ | --- | - | - | - | --- | --- | ---- |  | --------------------- |  | ----- | ----- | ------ |
| 1    | Argentine    | 6   | 3 | 3 | 0 | 258 | 211 | 47   |  | Argentine             |  | 69-61 | 94-81 | 95-69  |
| 2    | Russie       | 5   | 3 | 2 | 1 | 230 | 219 | 11   |  | Russie                |  |       | 82-77 | 87-73  |
| 3    | Nigeria      | 4   | 3 | 1 | 2 | 266 | 242 | 24   |  | Nigeria               |  |       |       | 108-66 |
| 4    | Corée du Sud | 3   | 3 | 0 | 3 | 208 | 290 | -82  |  | Corée du Sud          |  |       |       |        |

#### Groupe C
| Rang | Équipe     | Pts | J | G | P | Pp  | Pc  | Diff |  | Résultats (dom.\ext.) |  |       |        |       |
| ---- | ---------- | --- | - | - | - | --- | --- | ---- |  | --------------------- |  | ----- | ------ | ----- |
| 1    | Espagne    | 6   | 3 | 3 | 0 | 247 | 190 | 57   |  | Espagne               |  | 73-63 | 101-62 | 73-65 |
| 2    | Porto Rico | 5   | 3 | 2 | 1 | 213 | 218 | -5   |  | Porto Rico            |  |       | 67-64  | 83-81 |
| 3    | Tunisie    | 4   | 3 | 1 | 2 | 205 | 235 | -30  |  | Tunisie               |  |       |        | 79-67 |
| 4    | Iran       | 3   | 3 | 0 | 3 | 213 | 235 | -22  |  | Iran                  |  |       |        |       |

#### Groupe D
| Rang | Équipe      | Pts | J | G | P | Pp  | Pc  | Diff |  | Résultats (dom.\ext.) |  |       |        |        |
| ---- | ----------- | --- | - | - | - | --- | --- | ---- |  | --------------------- |  | ----- | ------ | ------ |
| 1    | Serbie      | 6   | 3 | 3 | 0 | 323 | 203 | 120  |  | Serbie                |  | 92-77 | 105-59 | 126-67 |
| 2    | Italie      | 5   | 3 | 2 | 1 | 277 | 215 | 62   |  | Italie                |  |       | 92-61  | 108-62 |
| 3    | Angola      | 4   | 3 | 1 | 2 | 204 | 278 | -74  |  | Angola                |  |       |        | 84-81  |
| 4    | Philippines | 3   | 3 | 0 | 3 | 210 | 318 | -108 |  | Philippines           |  |       |        |        |

#### Groupe E
| Rang | Équipe             | Pts | J | G | P | Pp  | Pc  | Diff |  | Résultats (dom.\ext.) |  |       |       |       |
| ---- | ------------------ | --- | - | - | - | --- | --- | ---- |  | --------------------- |  | ----- | ----- | ----- |
| 1    | États-Unis         | 6   | 3 | 3 | 0 | 279 | 204 | 75   |  | États-Unis            |  | 88-67 | 93-92 | 98-45 |
| 2    | République tchèque | 5   | 3 | 2 | 1 | 247 | 240 | 7    |  | République tchèque    |  |       | 91-76 | 89-76 |
| 3    | Turquie            | 4   | 3 | 1 | 2 | 254 | 251 | 3    |  | Turquie               |  |       |       | 86-67 |
| 4    | Japon              | 3   | 3 | 0 | 3 | 188 | 273 | -85  |  | Japon                 |  |       |       |       |

#### Groupe F
| Rang | Équipe           | Pts | J | G | P | Pp  | Pc  | Diff |  | Résultats (dom.\ext.) |  |       |        |       |
| ---- | ---------------- | --- | - | - | - | --- | --- | ---- |  | --------------------- |  | ----- | ------ | ----- |
| 1    | Brésil           | 6   | 3 | 3 | 0 | 265 | 245 | 20   |  | Brésil                |  | 79-78 | 102-94 | 84-73 |
| 2    | Grèce            | 5   | 3 | 2 | 1 | 266 | 236 | 30   |  | Grèce                 |  |       | 103-97 | 85-60 |
| 3    | Nouvelle-Zélande | 4   | 3 | 1 | 2 | 284 | 288 | -4   |  | Nouvelle-Zélande      |  |       |        | 93-83 |
| 4    | Monténégro       | 3   | 3 | 0 | 3 | 216 | 262 | -46  |  | Monténégro            |  |       |        |       |

#### Groupe G
| Rang | Équipe                 | Pts | J | G | P | Pp  | Pc  | Diff |  | Résultats (dom.\ext.)  |  |       |       |        |
| ---- | ---------------------- | --- | - | - | - | --- | --- | ---- |  | ---------------------- |  | ----- | ----- | ------ |
| 1    | France                 | 6   | 3 | 3 | 0 | 271 | 194 | 77   |  | France                 |  | 90-56 | 78-74 | 103-64 |
| 2    | République dominicaine | 5   | 3 | 2 | 1 | 206 | 234 | -28  |  | République dominicaine |  |       | 70-68 | 80-76  |
| 3    | Allemagne              | 4   | 3 | 1 | 2 | 238 | 210 | 28   |  | Allemagne              |  |       |       | 96-62  |
| 4    | Jordanie               | 3   | 3 | 0 | 3 | 202 | 279 | -77  |  | Jordanie               |  |       |       |        |

#### Groupe H
| Rang | Équipe    | Pts | J | G | P | Pp  | Pc  | Diff |  | Résultats (dom.\ext.) |  |       |        |        |
| ---- | --------- | --- | - | - | - | --- | --- | ---- |  | --------------------- |  | ----- | ------ | ------ |
| 1    | Australie | 6   | 3 | 3 | 0 | 276 | 242 | 34   |  | Australie             |  | 87-82 | 108-92 | 81-68  |
| 2    | Lituanie  | 5   | 3 | 2 | 1 | 275 | 203 | 72   |  | Lituanie              |  |       | 92-69  | 101-47 |
| 3    | Canada    | 4   | 3 | 1 | 2 | 243 | 260 | -17  |  | Canada                |  |       |        | 82-60  |
| 4    | Sénégal   | 3   | 3 | 0 | 3 | 175 | 264 | -89  |  | Sénégal               |  |       |        |        |

### Second tour

#### Groupe I
| Rang | Équipe    | Pts | J | G | P | Pp  | Pc  | Diff |  | Résultats (dom.\ext.) |  |       |       |       |
| ---- | --------- | --- | - | - | - | --- | --- | ---- |  | --------------------- |  | ----- | ----- | ----- |
| 1    | Argentine | 10  | 5 | 5 | 0 | 436 | 343 | 93   |  | Argentine             |  | 91-65 |       | 87-67 |
| 2    | Pologne   | 9   | 5 | 4 | 1 | 383 | 373 | 10   |  | Pologne               |  |       | 79-74 |       |
| 3    | Russie    | 8   | 5 | 3 | 2 | 373 | 358 | 15   |  | Russie                |  |       |       | 69-60 |
| 4    | Venezuela | 7   | 5 | 2 | 3 | 355 | 366 | -11  |  | Venezuela             |  |       |       |       |

#### Groupe J
| Rang | Équipe     | Pts | J | G | P | Pp  | Pc  | Diff |  | Résultats (dom.\ext.) |  |       |       |       |
| ---- | ---------- | --- | - | - | - | --- | --- | ---- |  | --------------------- |  | ----- | ----- | ----- |
| 1    | Espagne    | 10  | 5 | 5 | 0 | 395 | 319 | 76   |  | Espagne               |  | 81-69 | 67-60 |       |
| 2    | Serbie     | 9   | 5 | 4 | 1 | 482 | 331 | 151  |  | Serbie                |  |       |       | 90-47 |
| 3    | Italie     | 8   | 5 | 3 | 2 | 431 | 371 | 60   |  | Italie                |  |       |       | 94-89 |
| 4    | Porto Rico | 7   | 5 | 2 | 3 | 349 | 402 | -53  |  | Porto Rico            |  |       |       |       |

#### Groupe K
| Rang | Équipe                   | Pts | J | G | P | Pp  | Pc  | Diff |  | Résultats (dom.\ext.) |  |  |       |       |
| ---- | ------------------------ | --- | - | - | - | --- | --- | ---- |  | --------------------- |  |  | ----- | ----- |
| 1    | États-Unis               | 10  | 5 | 5 | 0 | 439 | 330 | 109  |  | États-Unis            |  |  | 69-53 | 89-73 |
| 2    | République tchèque (+15) | 8   | 5 | 3 | 2 | 417 | 395 | 22   |  | République tchèque    |  |  | 77-84 | 93-71 |
| 3    | Grèce (+7)               | 8   | 5 | 3 | 2 | 403 | 382 | 21   |  | Grèce                 |  |  |       |       |
| 4    | Brésil (-22)             | 8   | 5 | 3 | 2 | 409 | 427 | -18  |  | Brésil                |  |  |       |       |

#### Groupe L
| Rang | Équipe                 | Pts | J | G | P | Pp  | Pc  | Diff |  | Résultats (dom.\ext.)  |  |        |       |       |
| ---- | ---------------------- | --- | - | - | - | --- | --- | ---- |  | ---------------------- |  | ------ | ----- | ----- |
| 1    | Australie              | 10  | 5 | 5 | 0 | 458 | 416 | 42   |  | Australie              |  | 100-98 |       | 82-76 |
| 2    | France                 | 9   | 5 | 4 | 1 | 447 | 369 | 78   |  | France                 |  |        | 78-75 |       |
| 3    | Lituanie               | 8   | 5 | 3 | 2 | 424 | 336 | 88   |  | Lituanie               |  |        |       | 74-55 |
| 4    | République dominicaine | 7   | 5 | 2 | 3 | 337 | 390 | -53  |  | République dominicaine |  |        |       |       |

### Tour de classement - Places 17 à 32

#### Groupe M
| Rang | Équipe        | Pts | J | G | P | Pp  | Pc  | Diff |  | Résultats (dom.\ext.) |  |       |       |       |
| ---- | ------------- | --- | - | - | - | --- | --- | ---- |  | --------------------- |  | ----- | ----- | ----- |
| 1    | Nigeria       | 8   | 5 | 3 | 2 | 435 | 381 | 54   |  | Nigeria               |  | 86-73 |       | 83-66 |
| 2    | Chine         | 7   | 5 | 2 | 3 | 355 | 365 | -10  |  | Chine                 |  |       | 77-73 |       |
| 3    | Corée du Sud  | 6   | 5 | 1 | 4 | 361 | 438 | -77  |  | Corée du Sud          |  |       |       | 80-71 |
| 4    | Côte d'Ivoire | 5   | 5 | 0 | 5 | 326 | 400 | -74  |  | Côte d'Ivoire         |  |       |       |       |

#### Groupe N
| Rang | Équipe      | Pts | J | G | P | Pp  | Pc  | Diff |  | Résultats (dom.\ext.) |  |  |       |       |
| ---- | ----------- | --- | - | - | - | --- | --- | ---- |  | --------------------- |  |  | ----- | ----- |
| 1    | Tunisie     | 8   | 5 | 3 | 2 | 377 | 386 | -9   |  | Tunisie               |  |  | 86-84 | 86-67 |
| 2    | Iran        | 7   | 5 | 2 | 3 | 379 | 372 | 7    |  | Iran                  |  |  | 71-62 | 95-75 |
| 3    | Angola      | 6   | 5 | 1 | 4 | 350 | 435 | -85  |  | Angola                |  |  |       |       |
| 4    | Philippines | 5   | 5 | 0 | 5 | 352 | 499 | -147 |  | Philippines           |  |  |       |       |

#### Groupe O
| Rang | Équipe           | Pts | J | G | P | Pp  | Pc  | Diff |  | Résultats (dom.\ext.) |  |         |       |        |
| ---- | ---------------- | --- | - | - | - | --- | --- | ---- |  | --------------------- |  | ------- | ----- | ------ |
| 1    | Nouvelle-Zélande | 8   | 5 | 3 | 2 | 497 | 470 | 27   |  | Nouvelle-Zélande      |  | 102-101 |       | 111-81 |
| 2    | Turquie          | 7   | 5 | 2 | 3 | 434 | 427 | 7    |  | Turquie               |  |         | 79-74 |        |
| 3    | Monténégro       | 6   | 5 | 1 | 4 | 370 | 406 | -36  |  | Monténégro            |  |         |       | 80-65  |
| 4    | Japon            | 5   | 5 | 0 | 5 | 334 | 464 | -130 |  | Japon                 |  |         |       |        |

#### Groupe P
| Rang | Équipe    | Pts | J | G | P | Pp  | Pc  | Diff |  | Résultats (dom.\ext.) |  |       |        |       |
| ---- | --------- | --- | - | - | - | --- | --- | ---- |  | --------------------- |  | ----- | ------ | ----- |
| 1    | Allemagne | 8   | 5 | 3 | 2 | 409 | 364 | 45   |  | Allemagne             |  | 82-76 |        | 89-78 |
| 2    | Canada    | 7   | 5 | 2 | 3 | 445 | 413 | 32   |  | Canada                |  |       | 126-71 |       |
| 3    | Jordanie  | 6   | 5 | 1 | 4 | 352 | 482 | -130 |  | Jordanie              |  |       |        | 79-77 |
| 4    | Sénégal   | 5   | 5 | 0 | 5 | 330 | 432 | -102 |  | Sénégal               |  |       |        |       |

### Tour final

#### Tableau des rencontres
Phase Finale
|  | Quarts de finale        | Quarts de finale        |                      |                      | Demi-finales           | Demi-finales           |      |  | Finale               | Finale               |
|  | Quarts de finale        | Quarts de finale        |                      |                      | Demi-finales           | Demi-finales           |      |  | Finale               | Finale               |
|  |                         |                         |                      |                      |                        |                        |      |  |                      |                      |
|  | 10 septembre à Dongguan | 10 septembre à Dongguan |                      |                      | 13 septembre à Pékin   | 13 septembre à Pékin   |      |  | 15 septembre à Pékin | 15 septembre à Pékin |
|  | 10 septembre à Dongguan | 10 septembre à Dongguan |                      |                      | 13 septembre à Pékin   | 13 septembre à Pékin   |      |  | 15 septembre à Pékin | 15 septembre à Pékin |
|  | Argentine               | 97                      |                      |                      | 13 septembre à Pékin   | 13 septembre à Pékin   |      |  | 15 septembre à Pékin | 15 septembre à Pékin |
|  | Argentine               | 97                      |                      |                      | 13 septembre à Pékin   | 13 septembre à Pékin   |      |  | 15 septembre à Pékin | 15 septembre à Pékin |
|  | Serbie                  | 87                      |                      |                      | 13 septembre à Pékin   | 13 septembre à Pékin   |      |  | 15 septembre à Pékin | 15 septembre à Pékin |
|  | Serbie                  | 87                      | Argentine            | 80                   |                        |                        |      |  | 15 septembre à Pékin | 15 septembre à Pékin |
|  | 11 septembre à Dongguan |                         | Argentine            | 80                   |                        |                        |      |  | 15 septembre à Pékin | 15 septembre à Pékin |
|  |                         | France                  | 66                   |                      |                        |                        |      |  | 15 septembre à Pékin | 15 septembre à Pékin |
|  | États-Unis              | France                  | 66                   | 79                   |                        |                        |      |  | 15 septembre à Pékin | 15 septembre à Pékin |
|  | États-Unis              |                         |                      | 79                   |                        |                        |      |  | 15 septembre à Pékin | 15 septembre à Pékin |
|  | France                  | 89                      |                      |                      |                        |                        |      |  | 15 septembre à Pékin | 15 septembre à Pékin |
|  | France                  | 89                      | Argentine            | 75                   |                        |                        |      |  |                      |                      |
|  | 10 septembre à Shanghai |                         | Argentine            | 75                   |                        |                        |      |  |                      |                      |
|  |                         | Espagne                 | 95                   |                      |                        |                        |      |  |                      |                      |
|  | Espagne                 | Espagne                 | 95                   | 90                   |                        |                        |      |  |                      |                      |
|  | Espagne                 | 13 septembre à Pékin    |                      | 90                   |                        |                        |      |  |                      |                      |
|  | Pologne                 | 78                      |                      |                      |                        |                        |      |  |                      |                      |
|  | Pologne                 | 78                      | Espagne              | 95                   |                        |                        |      |  |                      |                      |
|  | 11 septembre à Shanghai | 11 septembre à Shanghai | Espagne              | 95                   | Match pour la 3e place | Match pour la 3e place |      |  |                      |                      |
|  | 11 septembre à Shanghai | 11 septembre à Shanghai |                      | Australie            | Match pour la 3e place | Match pour la 3e place | 88ap |  |                      |                      |
|  | Australie               | 82                      | 15 septembre à Pékin | 15 septembre à Pékin |                        |                        | 88ap |  |                      |                      |
|  | Australie               | 82                      | 15 septembre à Pékin | 15 septembre à Pékin |                        |                        |      |  |                      |                      |
|  | République tchèque      | 70                      |                      | France               | 67                     |                        |      |  |                      |                      |
|  | République tchèque      | 70                      |                      | France               | 67                     |                        |      |  |                      |                      |
|  |                         |                         |                      |                      |                        |                        |      |  | Australie            | 59                   |
|  |                         |                         |                      |                      |                        |                        |      |  | Australie            | 59                   |

Classement 5 à 8
|  | Tour de classement      | Tour de classement      |                        |    | Match pour la 5e place | Match pour la 5e place |
|  | Tour de classement      | Tour de classement      |                        |    | Match pour la 5e place | Match pour la 5e place |
|  |                         |                         |                        |    |                        |                        |
|  | 12 septembre à Dongguan | 12 septembre à Dongguan |                        |    | 14 septembre à Pékin   | 14 septembre à Pékin   |
|  | 12 septembre à Dongguan | 12 septembre à Dongguan |                        |    | 14 septembre à Pékin   | 14 septembre à Pékin   |
|  | Serbie                  | 94                      |                        |    | 14 septembre à Pékin   | 14 septembre à Pékin   |
|  | Serbie                  | 94                      |                        |    | 14 septembre à Pékin   | 14 septembre à Pékin   |
|  | États-Unis              | 89                      |                        |    | 14 septembre à Pékin   | 14 septembre à Pékin   |
|  | États-Unis              | 89                      | Serbie                 | 90 |                        |                        |
|  | 12 septembre à Shanghai |                         | Serbie                 | 90 |                        |                        |
|  |                         | République tchèque      | 81                     |    |                        |                        |
|  | Pologne                 | République tchèque      | 81                     | 84 |                        |                        |
|  | Pologne                 |                         |                        | 84 |                        |                        |
|  | République tchèque      | 94                      |                        |    |                        |                        |
|  | République tchèque      | 94                      | Match pour la 7e place |    |                        |                        |
|  |                         |                         |                        |    |                        |                        |
|  | 14 septembre à Pékin    |                         |                        |    |                        |                        |
|  |                         |                         |                        |    |                        |                        |
|  | États-Unis              | 87                      |                        |    |                        |                        |
|  | États-Unis              | 87                      |                        |    |                        |                        |
|  | Pologne                 | 74                      |                        |    |                        |                        |
|  | Pologne                 | 74                      |                        |    |                        |                        |

#### Quarts de finale
| 10 septembre 2019 19h00 | Rapport | Argentine                                                                | 97-87                               | Serbie                                                                      |  | Dongfeng Nissan Cultural and Sports Centre, Dongguan Arbitres : Cristiano Maranho Tolga Şahin Michael Weiland |
| 10 septembre 2019 19h00 | Rapport | Score par quart-temps : 25-23, 29-26, 14-18, 29-20                       |                                     |                                                                             |  | Dongfeng Nissan Cultural and Sports Centre, Dongguan Arbitres : Cristiano Maranho Tolga Şahin Michael Weiland |
| 10 septembre 2019 19h00 | Rapport | Score par mi-temps : 54-49, 43-38                                        |                                     |                                                                             |  | Dongfeng Nissan Cultural and Sports Centre, Dongguan Arbitres : Cristiano Maranho Tolga Şahin Michael Weiland |
| 10 septembre 2019 19h00 | Rapport | Luis Scola, 20 Gabriel Deck, 8 Facundo Campazzo, 12 Facundo Campazzo, 27 | Points Rebonds Passes d. Évaluation | Bogdan Bogdanović, 21 Nikola Jokić, 10 Milutinov, Jović, 5 Nikola Jokić, 22 |  | Dongfeng Nissan Cultural and Sports Centre, Dongguan Arbitres : Cristiano Maranho Tolga Şahin Michael Weiland |

| 10 septembre 2019 21h00 | Rapport | Espagne                                                       | 90-78                               | Pologne                                                                     |  | Shanghai Oriental Sports Center, Shanghai Arbitres : Jorge Vázquez Yohan Rosso Takaki Kato |
| 10 septembre 2019 21h00 | Rapport | Score par quart-temps : 22-18, 24-23, 21-17, 23-20            |                                     |                                                                             |  | Shanghai Oriental Sports Center, Shanghai Arbitres : Jorge Vázquez Yohan Rosso Takaki Kato |
| 10 septembre 2019 21h00 | Rapport | Score par mi-temps : 46-41, 44-37                             |                                     |                                                                             |  | Shanghai Oriental Sports Center, Shanghai Arbitres : Jorge Vázquez Yohan Rosso Takaki Kato |
| 10 septembre 2019 21h00 | Rapport | Ricky Rubio, 19 Ricky Rubio, 5 Ricky Rubio, 9 Ricky Rubio, 26 | Points Rebonds Passes d. Évaluation | A.J. Slaughter, 19 Mateusz Ponitka, 11 A.J. Slaughter, 6 A.J. Slaughter, 18 |  | Shanghai Oriental Sports Center, Shanghai Arbitres : Jorge Vázquez Yohan Rosso Takaki Kato |

| 11 septembre 2019 19h00 | Rapport | États-Unis                                                                        | 79-89                               | France                                                             |  | Dongfeng Nissan Cultural and Sports Centre, Dongguan Arbitres : Guilherme Locatelli Geórgios Poursanídis Ferdinand Pascual |
| 11 septembre 2019 19h00 | Rapport | Score par quart-temps : 18-18, 21-27, 27-18, 13-26                                |                                     |                                                                    |  | Dongfeng Nissan Cultural and Sports Centre, Dongguan Arbitres : Guilherme Locatelli Geórgios Poursanídis Ferdinand Pascual |
| 11 septembre 2019 19h00 | Rapport | Score par mi-temps : 39-45, 40-44                                                 |                                     |                                                                    |  | Dongfeng Nissan Cultural and Sports Centre, Dongguan Arbitres : Guilherme Locatelli Geórgios Poursanídis Ferdinand Pascual |
| 11 septembre 2019 19h00 | Rapport | Donovan Mitchell, 29 Donovan Mitchell, 6 Barnes, Mitchell, 4 Donovan Mitchell, 30 | Points Rebonds Passes d. Évaluation | Evan Fournier, 22 Rudy Gobert, 16 Evan Fournier, 4 Rudy Gobert, 36 |  | Dongfeng Nissan Cultural and Sports Centre, Dongguan Arbitres : Guilherme Locatelli Geórgios Poursanídis Ferdinand Pascual |

| 11 septembre 2019 21h00 | Rapport | Australie                                                  | 82-70                               | République tchèque                                                            |  | Shanghai Oriental Sports Center, Shanghai Arbitres : Roberto Vázquez Ademir Zurapović Matthew Kallio |
| 11 septembre 2019 21h00 | Rapport | Score par quart-temps : 17-17, 16-13, 30-18, 19-22         |                                     |                                                                               |  | Shanghai Oriental Sports Center, Shanghai Arbitres : Roberto Vázquez Ademir Zurapović Matthew Kallio |
| 11 septembre 2019 21h00 | Rapport | Score par mi-temps : 33-30, 49-40                          |                                     |                                                                               |  | Shanghai Oriental Sports Center, Shanghai Arbitres : Roberto Vázquez Ademir Zurapović Matthew Kallio |
| 11 septembre 2019 21h00 | Rapport | Patty Mills, 24 Nick Kay, 7 Patty Mills, 6 Patty Mills, 24 | Points Rebonds Passes d. Évaluation | Patrik Auda, 24 Tomáš Satoranský, 9 Tomáš Satoranský, 13 Tomáš Satoranský, 23 |  | Shanghai Oriental Sports Center, Shanghai Arbitres : Roberto Vázquez Ademir Zurapović Matthew Kallio |

#### Rencontres de classement - Places 5 à 8
Tour de classement
| 12 septembre 2019 19h00 | Rapport | Serbie                                                                         | 94-89                               | États-Unis                                                                 |  | Dongfeng Nissan Cultural and Sports Centre, Dongguan Arbitres : Cristiano Maranho Yu Jung Luis Castillo |
| 12 septembre 2019 19h00 | Rapport | Score par quart-temps : 32-7, 12-33, 27-28, 23-21                              |                                     |                                                                            |  | Dongfeng Nissan Cultural and Sports Centre, Dongguan Arbitres : Cristiano Maranho Yu Jung Luis Castillo |
| 12 septembre 2019 19h00 | Rapport | Score par mi-temps : 44-40, 50-49                                              |                                     |                                                                            |  | Dongfeng Nissan Cultural and Sports Centre, Dongguan Arbitres : Cristiano Maranho Yu Jung Luis Castillo |
| 12 septembre 2019 19h00 | Rapport | Bogdan Bogdanović, 28 Nemanja Bjelica, 5 Nikola Jokić, 7 Bogdan Bogdanović, 28 | Points Rebonds Passes d. Évaluation | Harrison Barnes, 22 Khris Middleton, 6 Kemba Walker, 8 Harrison Barnes, 27 |  | Dongfeng Nissan Cultural and Sports Centre, Dongguan Arbitres : Cristiano Maranho Yu Jung Luis Castillo |

| 12 septembre 2019 21h00 | Rapport | Pologne                                                                 | 84-94                               | République tchèque                                                            |  | Shanghai Oriental Sports Center, Shanghai Arbitres : Yohan Rosso Juan Fernández Boris Krejić |
| 12 septembre 2019 21h00 | Rapport | Score par quart-temps : 23-23, 12-20, 28-21, 21-30                      |                                     |                                                                               |  | Shanghai Oriental Sports Center, Shanghai Arbitres : Yohan Rosso Juan Fernández Boris Krejić |
| 12 septembre 2019 21h00 | Rapport | Score par mi-temps : 35-43, 49-51                                       |                                     |                                                                               |  | Shanghai Oriental Sports Center, Shanghai Arbitres : Yohan Rosso Juan Fernández Boris Krejić |
| 12 septembre 2019 21h00 | Rapport | Adam Waczyński, 22 Damian Kulig, 7 A. J. Slaughter, 10 Damian Kulig, 22 | Points Rebonds Passes d. Évaluation | Vojtěch Hruban, 24 Vojtěch Hruban, 12 Tomáš Satoranský, 12 Vojtěch Hruban, 36 |  | Shanghai Oriental Sports Center, Shanghai Arbitres : Yohan Rosso Juan Fernández Boris Krejić |

7e place
| 14 septembre 2019 16h00 | Rapport | États-Unis                                                                     | 87-74                               | Pologne                                                                       |  | LeSports Center, Pékin Arbitres : Aleksandar Glišić Yu Jung Takaki Kato |
| 14 septembre 2019 16h00 | Rapport | Score par quart-temps : 28-14, 19-16, 16-25, 24-19                             |                                     |                                                                               |  | LeSports Center, Pékin Arbitres : Aleksandar Glišić Yu Jung Takaki Kato |
| 14 septembre 2019 16h00 | Rapport | Score par mi-temps : 47-30, 40-44                                              |                                     |                                                                               |  | LeSports Center, Pékin Arbitres : Aleksandar Glišić Yu Jung Takaki Kato |
| 14 septembre 2019 16h00 | Rapport | Donovan Mitchell, 16 Myles Turner, 8 Donovan Mitchell, 10 Donovan Mitchell, 25 | Points Rebonds Passes d. Évaluation | Mateusz Ponitka, 18 Mateusz Ponitka, 7 A. J. Slaughter, 5 Mateusz Ponitka, 20 |  | LeSports Center, Pékin Arbitres : Aleksandar Glišić Yu Jung Takaki Kato |

5e place
| 14 septembre 2019 20h00 | Rapport | Serbie                                                                       | 90-81                               | République tchèque                                                      |  | LeSports Center, Pékin Arbitres : Guilherme Locatelli Geórgios Poursanídis Michael Weiland |
| 14 septembre 2019 20h00 | Rapport | Score par quart-temps : 20-20, 21-30, 28-12, 21-19                           |                                     |                                                                         |  | LeSports Center, Pékin Arbitres : Guilherme Locatelli Geórgios Poursanídis Michael Weiland |
| 14 septembre 2019 20h00 | Rapport | Score par mi-temps : 41-50, 49-31                                            |                                     |                                                                         |  | LeSports Center, Pékin Arbitres : Guilherme Locatelli Geórgios Poursanídis Michael Weiland |
| 14 septembre 2019 20h00 | Rapport | Bogdan Bogdanović, 31 Nikola Jokić, 14 Nikola Jokić, 7 Bogdan Bogdanović, 32 | Points Rebonds Passes d. Évaluation | Patrik Auda, 16 Ondřej Balvín, 10 Tomáš Satoranský, 6 Ondřej Balvín, 20 |  | LeSports Center, Pékin Arbitres : Guilherme Locatelli Geórgios Poursanídis Michael Weiland |

#### Demi-finales
| 13 septembre 2019 16h00 | Rapport | Espagne                                                            | 95-88                               | Australie                                                          | a2p | LeSports Center, Pékin Arbitres : Guilherme Locatelli Tolga Şahin Omar Bermúdez |
| 13 septembre 2019 16h00 | Rapport | Score par quart-temps : 22-21, 10-16, 19-18, 20-16, OT : 9-9, 15-8 |                                     |                                                                    | a2p | LeSports Center, Pékin Arbitres : Guilherme Locatelli Tolga Şahin Omar Bermúdez |
| 13 septembre 2019 16h00 | Rapport | Score par mi-temps : 32-37, 63-51                                  |                                     |                                                                    | a2p | LeSports Center, Pékin Arbitres : Guilherme Locatelli Tolga Şahin Omar Bermúdez |
| 13 septembre 2019 16h00 | Rapport | Marc Gasol, 33 Rudy Fernández, 7 Ricky Rubio, 12 Marc Gasol, 33    | Points Rebonds Passes d. Évaluation | Patty Mills, 32 Nick Kay, 11 Matthew Dellavedova, 9 Kay, Bogut, 20 | a2p | LeSports Center, Pékin Arbitres : Guilherme Locatelli Tolga Şahin Omar Bermúdez |

| 13 septembre 2019 20h00 | Rapport | Argentine                                                        | 80-66                               | France                                                                          |  | LeSports Center, Pékin Arbitres : Steve Anderson Ademir Zurapović Jorge Vázquez |
| 13 septembre 2019 20h00 | Rapport | Score par quart-temps : 21-18, 18-14, 21-16, 20-18               |                                     |                                                                                 |  | LeSports Center, Pékin Arbitres : Steve Anderson Ademir Zurapović Jorge Vázquez |
| 13 septembre 2019 20h00 | Rapport | Score par mi-temps : 39-32, 41-34                                |                                     |                                                                                 |  | LeSports Center, Pékin Arbitres : Steve Anderson Ademir Zurapović Jorge Vázquez |
| 13 septembre 2019 20h00 | Rapport | Luis Scola, 28 Luis Scola, 13 Facundo Campazzo, 6 Luis Scola, 32 | Points Rebonds Passes d. Évaluation | Ntilikina, Fournier, 16 Rudy Gobert, 11 Nando De Colo, 4 Ntilikina, De Colo, 12 |  | LeSports Center, Pékin Arbitres : Steve Anderson Ademir Zurapović Jorge Vázquez |

#### Troisième place
| 15 septembre 2019 16h00 | Rapport | France                                                                  | 67-59                               | Australie                                                            |  | LeSports Center, Pékin Arbitres : Roberto Vázquez Ademir Zurapović Ferdinand Pascual |
| 15 septembre 2019 16h00 | Rapport | Score par quart-temps : 11-16, 10-14, 21-16, 25-13                      |                                     |                                                                      |  | LeSports Center, Pékin Arbitres : Roberto Vázquez Ademir Zurapović Ferdinand Pascual |
| 15 septembre 2019 16h00 | Rapport | Score par mi-temps : 21-30, 46-29                                       |                                     |                                                                      |  | LeSports Center, Pékin Arbitres : Roberto Vázquez Ademir Zurapović Ferdinand Pascual |
| 15 septembre 2019 16h00 | Rapport | Nando de Colo, 19 Vincent Poirier, 7 Nicolas Batum, 6 Nicolas Batum, 16 | Points Rebonds Passes d. Évaluation | Joe Ingles, 17 Andrew Bogut, 6 Matthew Dellavedova, 5 Joe Ingles, 18 |  | LeSports Center, Pékin Arbitres : Roberto Vázquez Ademir Zurapović Ferdinand Pascual |

#### Finale
| 15 septembre 2019 20h00 | Rapport | Argentine                                                           | 75-95                               | Espagne                                                         |  | LeSports Center, Pékin Arbitres : Cristiano Maranho Yohan Rosso Steve Anderson |
| 15 septembre 2019 20h00 | Rapport | Score par quart-temps : 14-23, 17-20, 16-23, 28-29                  |                                     |                                                                 |  | LeSports Center, Pékin Arbitres : Cristiano Maranho Yohan Rosso Steve Anderson |
| 15 septembre 2019 20h00 | Rapport | Score par mi-temps : 31-43, 44-52                                   |                                     |                                                                 |  | LeSports Center, Pékin Arbitres : Cristiano Maranho Yohan Rosso Steve Anderson |
| 15 septembre 2019 20h00 | Rapport | Gabriel Deck, 24 Luis Scola, 8 Facundo Campazzo, 8 Gabriel Deck, 16 | Points Rebonds Passes d. Évaluation | Ricky Rubio, 20 Rudy Fernández, 10 Marc Gasol, 7 Marc Gasol, 22 |  | LeSports Center, Pékin Arbitres : Cristiano Maranho Yohan Rosso Steve Anderson |

## Classement final
|  | Qualifié pour les Jeux olympiques 2020 en fonction de leur zone géographique FIBA (*) |
|  | Qualifié pour un des tournois de qualification olympique 2020 (**)                    |
|  | Qualifié pour les Jeux olympiques 2020 en tant que pays organisateur                  |

(*) Les deux meilleures équipes de la zone Europe, les deux meilleures équipes de la zone Amériques, la meilleure équipe de la zone Afrique, la meilleure équipe de la zone Asie et la meilleure équipe de la zone Océanie sont qualifiées directement pour les Jeux
(**) Après les qualifiés directs de chaque zone pour les Jeux, les 16 meilleures équipes restantes sont qualifiées pour l’un des 4 tournois de qualification olympique de 2020.
| Place                                                  | Équipe                 | MJ        | Vic-Déf   | Diff      | Bilan 2nd tour | Bilan 2nd tour | Bilan 2nd tour | Bilan 2nd tour |           |           |
| Place                                                  | Équipe                 | MJ        | Vic-Déf   | Diff      | Gr             | Cl.            | Vic-Déf        |                |           |           |
| Vainqueur                                              | Vainqueur              | Vainqueur | Vainqueur | Vainqueur | Vainqueur      | Vainqueur      | Vainqueur      | Vainqueur      | Vainqueur | Vainqueur |
| ------------------------------------------------------ | ---------------------- | --------- | --------- | --------- | -------------- | -------------- | -------------- | -------------- | --------- | --------- |
| 1                                                      | Espagne                | 8         | 8-0       | +115      | J              | 1er            | 5-0            |                |           |           |
| Finaliste                                              |                        |           |           |           |                |                |                |                |           |           |
| 2                                                      | Argentine              | 8         | 7-1       | +75       | I              | 1er            | 5-0            |                |           |           |
| Éliminées en DF - Match pour la 3e place               |                        |           |           |           |                |                |                |                |           |           |
| 3                                                      | France                 | 8         | 6-2       | +82       | L              | 2e             | 4-1            |                |           |           |
| 4                                                      | Australie              | 8         | 6-2       | +39       | L              | 1er            | 5-0            |                |           |           |
| Éliminées en QF - Matches de classement - Places 5 à 8 |                        |           |           |           |                |                |                |                |           |           |
| 5                                                      | Serbie                 | 8         | 6-2       | +155      | J              | 2e             | 4-1            |                |           |           |
| 6                                                      | République tchèque     | 8         | 4-4       | +11       | K              | 2e             | 3-2            |                |           |           |
| 7                                                      | États-Unis             | 8         | 6-2       | +105      | K              | 1er            | 5-0            |                |           |           |
| 8                                                      | Pologne                | 8         | 4-4       | -25       | I              | 2e             | 4-1            |                |           |           |
| Éliminées au second tour - Places 9 à 16               |                        |           |           |           |                |                |                |                |           |           |
| 9                                                      | Lituanie               | 5         | 3-2       | +88       | L              | 3e             | 3-2            |                |           |           |
| 10                                                     | Italie                 | 5         | 3-2       | +60       | J              | 3e             | 3-2            |                |           |           |
| 11                                                     | Grèce                  | 5         | 3-2       | +21       | K              | 3e             | 3-2            |                |           |           |
| 12                                                     | Russie                 | 5         | 3-2       | +15       | I              | 3e             | 3-2            |                |           |           |
| 13                                                     | Brésil                 | 5         | 3-2       | -18       | K              | 4e             | 3-2            |                |           |           |
| 14                                                     | Venezuela              | 5         | 2-3       | -11       | I              | 4e             | 2-3            |                |           |           |
| 15                                                     | Porto Rico             | 5         | 2-3       | -53       | J              | 4e             | 2-3            |                |           |           |
| 16                                                     | République dominicaine | 5         | 2-3       | -53       | L              | 4e             | 2-3            |                |           |           |
| Tour de classement - Places 17 à 32                    |                        |           |           |           |                |                |                |                |           |           |
| 17                                                     | Nigeria                | 5         | 3-2       | +54       | M              | 1re            | 3-2            |                |           |           |
| 18                                                     | Allemagne              | 5         | 3-2       | +45       | P              | 1re            | 3-2            |                |           |           |
| 19                                                     | Nouvelle-Zélande       | 5         | 3-2       | +27       | O              | 1re            | 3-2            |                |           |           |
| 20                                                     | Tunisie                | 5         | 3-2       | -9        | N              | 1re            | 3-2            |                |           |           |
| 21                                                     | Canada                 | 5         | 2-3       | +32       | P              | 2e             | 2-3            |                |           |           |
| 22                                                     | Turquie                | 5         | 2-3       | +7        | O              | 2e             | 2-3            |                |           |           |
| 23                                                     | Iran                   | 5         | 2-3       | +7        | N              | 2e             | 2-3            |                |           |           |
| 24                                                     | Chine                  | 5         | 2-3       | -10       | M              | 2e             | 2-3            |                |           |           |
| 25                                                     | Monténégro             | 5         | 1-4       | -36       | O              | 3e             | 1-4            |                |           |           |
| 26                                                     | Corée du Sud           | 5         | 1-4       | -77       | M              | 3e             | 1-4            |                |           |           |
| 27                                                     | Angola                 | 5         | 1-4       | -85       | N              | 3e             | 1-4            |                |           |           |
| 28                                                     | Jordanie               | 5         | 1-4       | -130      | P              | 3e             | 1-4            |                |           |           |
| 29                                                     | Côte d'Ivoire          | 5         | 0-5       | -74       | M              | 4e             | 0-5            |                |           |           |
| 30                                                     | Sénégal                | 5         | 0-5       | -102      | P              | 4e             | 0-5            |                |           |           |
| 31                                                     | Japon                  | 5         | 0-5       | -130      | O              | 4e             | 0-5            |                |           |           |
| 32                                                     | Philippines            | 5         | 0-5       | -147      | N              | 4e             | 0-5            |                |           |           |

## Statistiques
Joueurs leaders par statistique
| Statistique                                                 | Moyenne par match            | Moyenne par match | Moyenne par match | Total compétition       | Total compétition | Total compétition | Sur un match                     | Sur un match                                       | Sur un match |
| Statistique                                                 | Joueurs                      | Valeur            | MJ                | Joueurs                 | Valeur            | MJ                | Joueurs                          | Match                                              | Val.         |
| ----------------------------------------------------------- | ---------------------------- | ----------------- | ----------------- | ----------------------- | ----------------- | ----------------- | -------------------------------- | -------------------------------------------------- | ------------ |
| Points marqués                                              | Ra Gun-ah (en)               | 23,0              | 5                 | Bogdan Bogdanović       | 183               | 8                 | Ahmet Düverioğlu                 | 1er tour - vs. Rép. dominicaine                    | 34           |
| Points marqués                                              | Ra Gun-ah (en)               | 23,0              | 5                 | Bogdan Bogdanović       | 183               | 8                 | Patty Mills                      | Demi-finale - vs. Espagne                          | 34           |
| Points marqués                                              | Ra Gun-ah (en)               | 23,0              | 5                 | Bogdan Bogdanović       | 183               | 8                 | Dar Tucker                       | Clas. 17-32 - vs. Sénégal                          | 34           |
| Points marqués                                              | Ra Gun-ah (en)               | 23,0              | 5                 | Bogdan Bogdanović       | 183               | 8                 | Yuta Watanabe                    | Clas. 17-32 - vs. Monténégro                       | 34           |
| Rebonds                                                     | Ra Gun-ah (en)               | 12,8              | 5                 | Rudy Gobert             | 73                | 8                 | Rudy Gobert                      | Quart-de-finale - vs. États-Unis                   | 16           |
| Rebonds                                                     | Ra Gun-ah (en)               | 12,8              | 5                 | Rudy Gobert             | 73                | 8                 | Hamed Haddadi                    | 1er tour - vs. Porto Rico                          | 16           |
| Rebonds                                                     | Ra Gun-ah (en)               | 12,8              | 5                 | Rudy Gobert             | 73                | 8                 | Ra Gun-ah (en)                   | Clas. 17-32 - vs. Côte d'Ivoire                    | 16           |
| Passes décisives                                            | Dennis Schröder              | 9,4               | 5                 | Tomáš Satoranský        | 68                | 8                 | Tomáš Satoranský                 | Quart-de-finale - vs. Australie                    | 13           |
| Passes décisives                                            | Dennis Schröder              | 9,4               | 5                 | Tomáš Satoranský        | 68                | 8                 | Scottie Wilbekin                 | Clas. 17-32 - vs. Monténégro                       | 13           |
| Interceptions                                               | Omar Abada                   | 2,6               | 5                 | Facundo Campazzo        | 16                | 8                 | Omar Abada                       | 1er tour - vs. Porto Rico                          | 6            |
| Contres                                                     | Salah Mejri                  | 3,2               | 5                 | Salah Mejri             | 16                | 5                 | Salah Mejri                      | Clas. 17-32 - vs. Angola                           | 8            |
| Balles perdues                                              | Andray Blatche Hamed Haddadi | 4,4               | 5                 | Ricky Rubio Patty Mills | 28                | 8                 | Andray Blatche                   | 1er tour - vs. Italie                              | 9            |
| Évaluation                                                  | Ra Gun-ah (en)               | 26,4              | 5                 | Bogdan Bogdanović       | 197               | 8                 | Salah Mejri                      | 1er tour - vs. Iran                                | 38           |
| Évaluation                                                  | Ra Gun-ah (en)               | 26,4              | 5                 | Bogdan Bogdanović       | 197               | 8                 | Ra Gun-ah (en)                   | Clas. 17-32 - vs. Côte d'Ivoire                    | 38           |
| Évaluation                                                  | Ra Gun-ah (en)               | 26,4              | 5                 | Bogdan Bogdanović       | 197               | 8                 | Dar Tucker                       | Clas. 17-32 - vs. Sénégal                          | 38           |
| Tirs réussis (hors lancer franc) et pourcentage de réussite | Ra Gun-ah (en)               | 9 (49,5%)         | 5                 | Patty Mills             | 61 (49,6%)        | 8                 | Ahmet Düverioğlu                 | 1er tour - vs. Rép. dominicaine                    | 14/18        |
| Tirs à 2 pts réussis et pourcentage de réussite             | Ra Gun-ah (en)               | 8,4 (50%)         | 5                 | Ra Gun-ah (en)          | 42 (50%)          | 5                 | Ahmet Düverioğlu                 | 1er tour - vs. Rép. dominicaine                    | 14/18        |
| Tirs à 2 pts réussis et pourcentage de réussite             | Ra Gun-ah (en)               | 8,4 (50%)         | 5                 | Evan Fournier           | 42 (42,4%)        | 8                 | Ahmet Düverioğlu                 | 1er tour - vs. Rép. dominicaine                    | 14/18        |
| Tirs à 3 pts réussis et pourcentage de réussite             | Corey Webster                | 4,8 (54,5%)       | 5                 | Bogdan Bogdanović       | 35 (53%)          | 8                 | Bogdan Bogdanović                | Clas. 5-8 - vs. États-Unis                         | 7/14         |
| Tirs à 3 pts réussis et pourcentage de réussite             | Corey Webster                | 4,8 (54,5%)       | 5                 | Bogdan Bogdanović       | 35 (53%)          | 8                 | Bogdan Bogdanović                | Clas. 5-8 - vs. République tchèque                 | 7/12         |
| Tirs à 3 pts réussis et pourcentage de réussite             | Corey Webster                | 4,8 (54,5%)       | 5                 | Bogdan Bogdanović       | 35 (53%)          | 8                 | Corey Webster                    | 1er tour - vs. Grèce                               | 7/12         |
| Tirs à 3 pts réussis et pourcentage de réussite             | Corey Webster                | 4,8 (54,5%)       | 5                 | Bogdan Bogdanović       | 35 (53%)          | 8                 | Kyle Wiltjer                     | Clas. 17-32 - vs. Jordanie                         | 7/9          |
| Lancers francs réussis et pourcentage de réussite           | Dar Tucker                   | 6,8 (87,2%)       | 5                 | Luis Scola              | 40 (87%)          | 8                 | Miroslav Raduljica Yuta Watanabe | 1er tour - vs. Italie Clas. 17-32 - vs. Monténégro | 12/13 12/12  |
| Minutes jouées                                              | Ra Gun-ah (en)               | 36,1              | 5                 | Patty Mills Joe Ingles  | 271               | 8                 |                                  |                                                    |              |

Equipes leaders par statistique
| Statistique                                     | Équipe             | Valeur | MJ |
| ----------------------------------------------- | ------------------ | ------ | -- |
| Points marqués par match                        | Nouvelle-Zélande   | 99,4   | 5  |
| Points encaissés par match (minimum)            | Lituanie           | 67,2   | 5  |
| Rebonds par match                               | États-Unis         | 43     | 8  |
| Passes décisives par match                      | Serbie             | 25,4   | 8  |
| Interceptions par match                         | Nigeria            | 11,2   | 5  |
| Contres par match                               | Nigeria            | 6,2    | 5  |
| Pertes de balles par match                      | Jordanie           | 16,4   | 5  |
| Pourcentage de tirs réussis (hors lancer franc) | Serbie             | 53,5%  | 8  |
| Pourcentage de tirs à 2 pts réussis             | Serbie             | 62,6%  | 8  |
| Pourcentage de tirs à 3 pts réussis             | République tchèque | 42,8%  | 8  |
| Pourcentage aux lancers francs                  | Brésil             | 82,8%  | 5  |
| Evaluation par match                            | Serbie             | 118,5  | 8  |

## Récompenses
Menant son équipe à la victoire finale, l'Espagnol Ricky Rubio termine MVP de la compétition. 
Statistiquement, il conclut sa campagne avec des moyennes de 16,4 points, 6 passes décisives, 4,6 rebonds et 1,5 interception par match (sur 8 matchs joués).
Le 5 majeur de la compétition  :
- Ricky Rubio
- Bogdan Bogdanović
- Evan Fournier
- Luis Scola
- Marc Gasol